# Mezőgazdaság

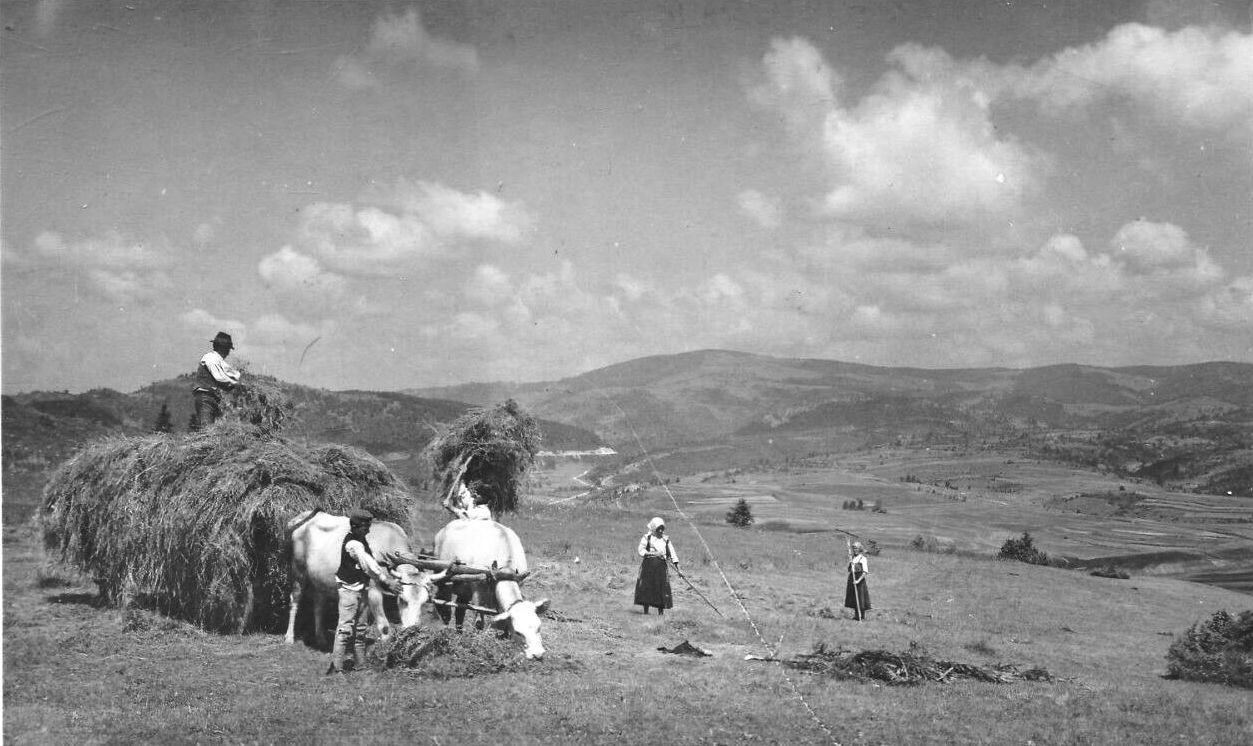
Szénagyűjtés Csíkszentdomokoson

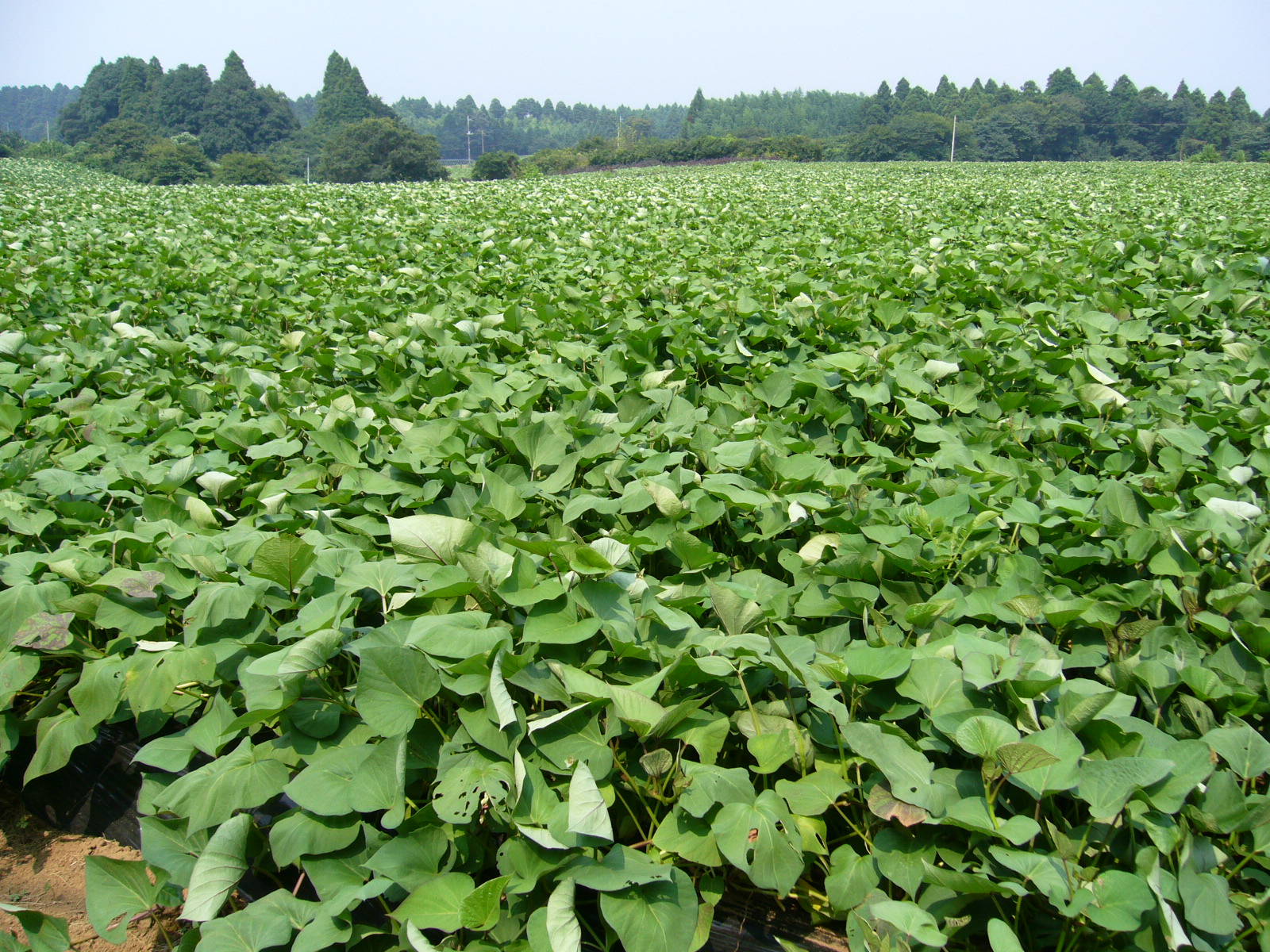
Édesburgonya ültetvény

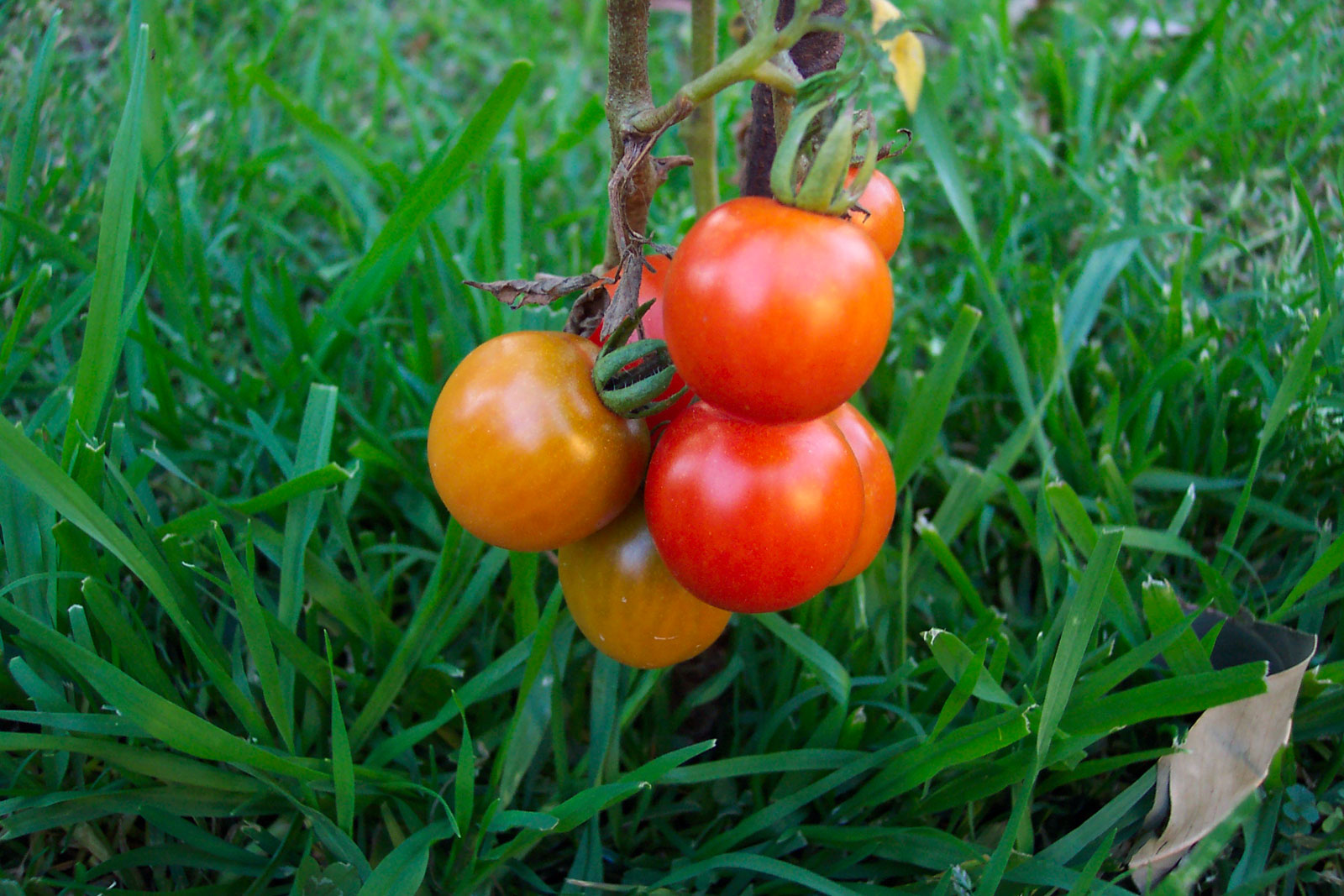
Paradicsom

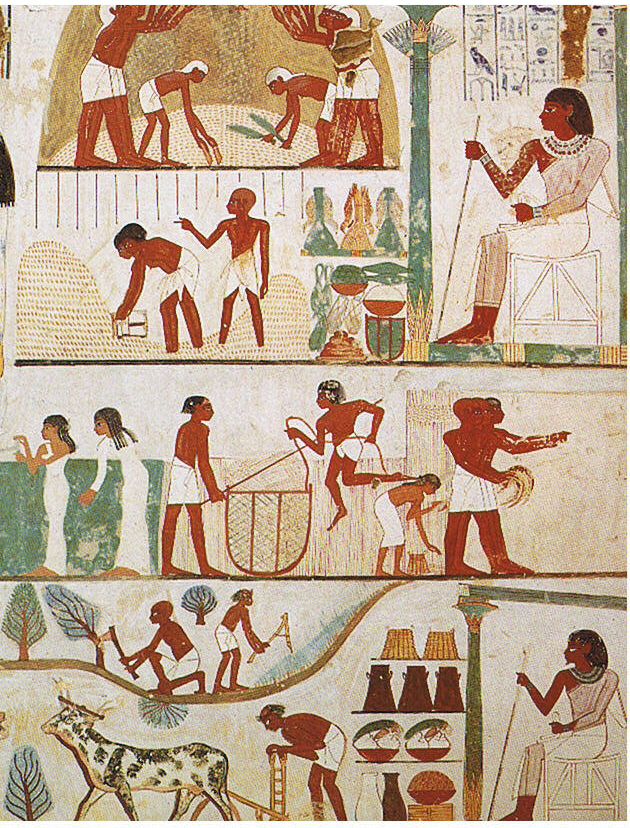
Mezőgazdasági táj cséplésről, gabonaraktár, sarlóval való betakarítás, ásás, favágás és szántás ábrázolása egy thébai sírból, XVIII. dinasztia

A mezőgazdaság (latinul: agricultura) a nemzetgazdaság azon ágazata, amely a földművelést (növénytermesztést) és az állattenyésztést foglalja magába. A mezőgazdasági termelés folyhat önellátó, tőkés illetve kollektív keretek között. A mezőgazdasági termékeket önellátásra és eladásra lehet termelni. Elméleti részével a mezőgazdaság-tudomány foglalkozik.

## A Föld mezőgazdasága

### Befolyásoló tényezők
Az utóbbi évtizedekben a Föld lakossága, és ezzel egyidejűleg az igényeik is robbanásszerű növekedésnek indultak. A mezőgazdaságnak lépést kell tartania ezzel a növekedéssel, hogy biztosítsa a megfelelő mennyiségű és minőségű élelmiszer- és nyersanyag-előállítást. A termelékenységet a természeti adottságok és a társadalmi berendezkedés egyaránt befolyásolja. 
Természeti feltételek:
- az éghajlat
- a domborzat
- a talajviszonyok

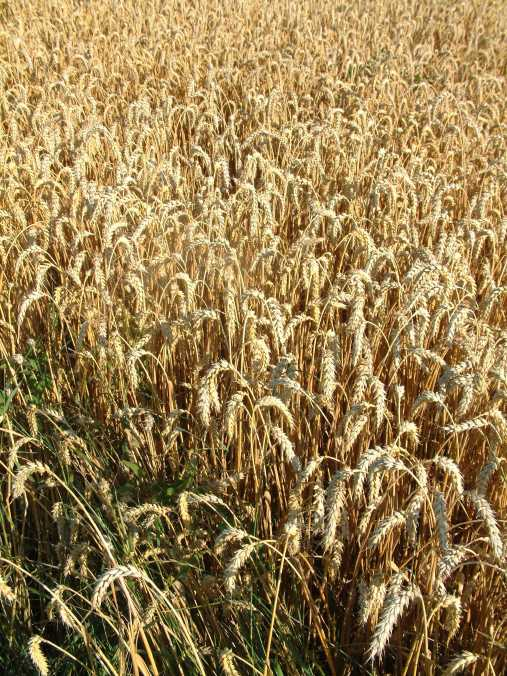
A búza a legnagyobb területen termesztett gabonanövény, amely mérsékelt éghajlatot igényel

- a vízrajzi viszonyok: a mezőgazdaság valamennyi ágazata sok szállal kapcsolódik a vízhez. A víz jelenléte, illetve hiánya alapvetően meghatározza az adott térség hasznosítási lehetőségeit. Tartós vízhiány esetén az állatok fejlődése lelassul, súlygyarapodásuk csökken, illetve az aszály a növények teljes pusztulásához is vezethet. Ezért ezekben az esetekben szükség van a mesterséges úton történő vízpótlásra. A víz túlzott bősége is kedvezőtlen lehet a mezőgazdaság számára, pl. talajerózió, árvizek.
- természetes növényzet

Társadalmi tényezők:
- termelőerők fejlettségi szintje
- munkaerő szakképzettsége
- beruházási lehetőségek
- a termelési térség és a fogyasztópiac egymáshoz viszonyított helyzete
- táplálkozási szokások
- gépesítés

### Termelési típusok, ágazatok
Tulajdonviszony szerint a földterületek lehetnek:
- magántulajdonban
  - A magántulajdonban lévő föld művelése
    - családi
    - feudális
    - tőkés termelés keretein belül folyhat.
- közös tulajdonban
  - A közös föld lehet
    - ősi földközösségi
    - szövetkezeti
    - állami tulajdonban

A termelés módja és a tulajdonviszony alapján átmeneti típusú gazdálkodás is kialakul, melyben a bérleti rendszer a jellemző.
A mezőgazdaság két alapvető ágazata a növénytermesztés és az állattenyésztés.

## Növénytermesztés

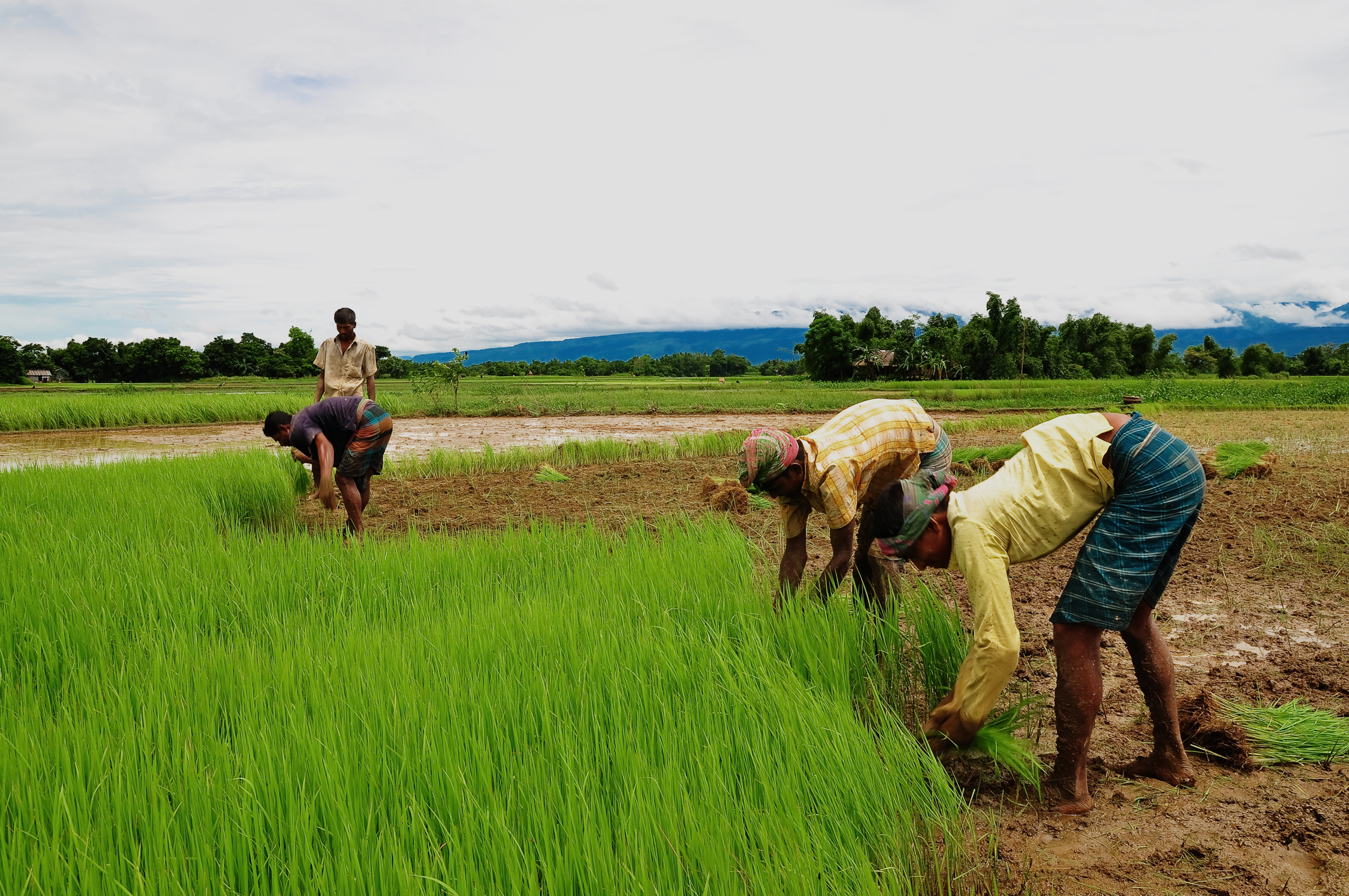
Bangladesi rizsmunkások

Lásd még: Haszonnövények listája
Ipari növények

## Egyéb területek (mezőgazdaság)

### Érdekvédelem
- MAGOSZ
- MOSZ (A szövetség honlapja)

Mezőgazdasági Szövetkezők és Termelők Országos Szövetsége

## Minimum művelésű mezőgazdálkodás
Az úgynevezett minimum művelésű mezőgazdálkodás alapvetően abban különbözik a hagyományostól, hogy a mezőgazdasági munkálatok során a lehető legkevesebbet forgatják a talajt. Egy, az Európai Unió környezetvédelmi forrása (LIFE Environment) által támogatott program keretei között Szentgyörgyvár és Dióskál határában is működik egy talajvédő művelésű agrárgazdálkodás. A kíméletes módszerrel művelt területeken nincs jelentős terméskiesés, sokkal több madár figyelhető meg, mint a hagyományos művelésű parcellákon, és sokkal több a talaj egészségét jelző földigiliszta. A permakultúra is a talaj mind kevesebb bolygatását célozza.

### Agrárinformatikai információk
- MAGISZ, Magyar Agrárinformatikai Szövetség/
- a MAGISZ tudományos folyóirata
- BCE Agrárinformatikai Doktori Iskola

### Növénytermesztés
növénytermesztés cikkek
- Mezőgazdasági linkgyűjtemény 1.
- Mezőgazdasági linkgyűjtemény 2.
- Egy WWF cikk
- Mezőgazdasági cikk-, hír-, egyéb gyűjtemény Archiválva 2021. május 7-i dátummal a Wayback Machine-ben
- Az európai online mezőgazdasági nagybani piac

### Oktatás
- Szent István Egyetem, Mezőgazdaság- és Környezettudományi Kar, Gödöllő
- Tessedik Sámuel Főiskola- Mezőgazdaság Tudományi Kar
- Budapesti Corvinus Egyetem Kertészettudományi Kar Archiválva 2007. október 11-i dátummal a Wayback Machine-ben
- Debreceni Egyetem Agrártudományi Centrum Karcagi kutatóintézete
- Debreceni Egyetem
- Pannon Egyetem Georgikon Mezőgazdaságtudományi Kara, Keszthely
- MTA Martonvásári Kutató Intézete
- MTA Talajtani és Agrokémiai Kutatóintézete
- Károly Róbert Főiskola, Gyöngyös
- Mosonmagyaróvári Egyetem
- Nyíregyházi Egyetem
- Székács Elemér Szakközépiskola Archiválva 2005. április 8-i dátummal a Wayback Machine-ben
- Gregus Máté Mezőgazdasági Szakképző Iskola
- Agrárgazdasági Kutató és Informatikai Intézet
- Szegedi Tudományegyetem Mezőgazdasági Főiskolai Kar
- Budapesti Műszaki Egyetem Gazdaság- és Társadalomtudományi Kar
- "IOSZIA" "Felnőttképzés Felnőtt módon a gazdaságban"

### Állattenyésztés

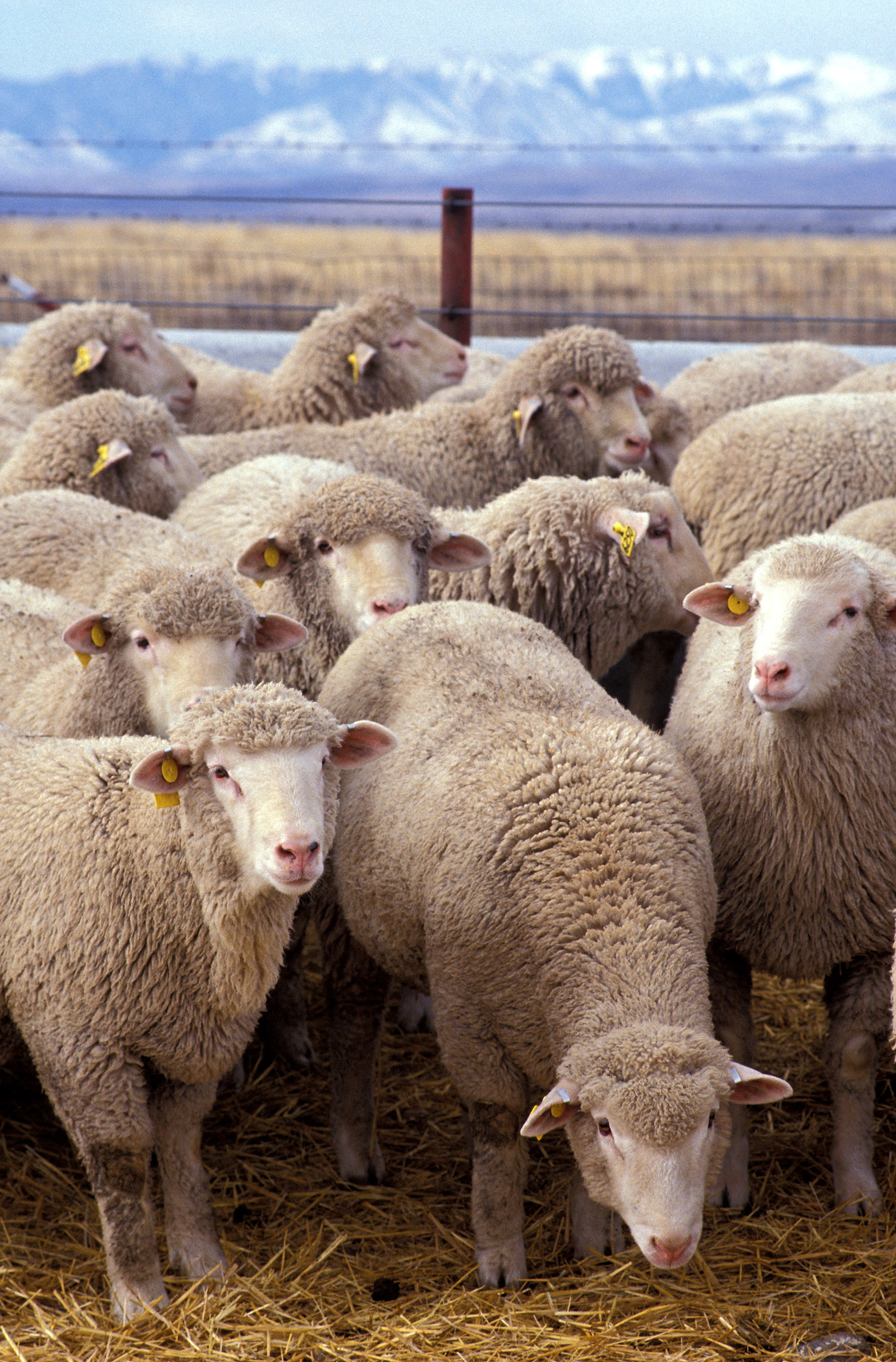
Húsmerinó juhok

- Online állattenyésztés tanácsadás
- Mezőgazdasági hírportál
- Agrárkapu.hu
- A Földművelésügyi és Vidékfejlesztési Minisztérium honlapja
- állattenyésztés cikkek
- Kontakt Magazin: A német állattenyésztés disznóságai – sokkoló képek a német tévében
- Állattenyésztés.lap.hu – linkgyűjtemény

### Állatvédelem
- Vegán Állatvédelem
- Magyar Vegán Társaság
- Állatvédelmi linkgyűjtemény
- Állattenyésztés lap